# Friedemann Bechmann
Pour les articles homonymes, voir Bechmann.
 (janvier 2021).
La mise en forme du texte ne suit pas les recommandations de Wikipédia : il faut le « wikifier ».
Les points d'amélioration suivants sont les cas les plus fréquents. Le détail des points à revoir est peut-être précisé sur la page de discussion.
- Les titres sont pré-formatés par le logiciel. Ils ne sont ni en capitales, ni en gras.
- Le texte ne doit pas être écrit en capitales (les noms de famille non plus), ni en gras, ni en italique, ni en « petit »…
- Le gras n'est utilisé que pour surligner le titre de l'article dans l'introduction, une seule fois.
- L'italique est rarement utilisé : mots en langue étrangère, titres d'œuvres, noms de bateaux, etc.
- Les citations ne sont pas en italique mais en corps de texte normal. Elles sont entourées par des guillemets français : « et ».
- Les listes à puces sont à éviter, des paragraphes rédigés étant largement préférés. Les tableaux sont à réserver à la présentation de données structurées (résultats, etc.).
- Les appels de note de bas de page (petits chiffres en exposant, introduits par l'outil «  Source ») sont à placer entre la fin de phrase et le point final[comme ça].
- Les liens internes (vers d'autres articles de Wikipédia) sont à choisir avec parcimonie. Créez des liens vers des articles approfondissant le sujet. Les termes génériques sans rapport avec le sujet sont à éviter, ainsi que les répétitions de liens vers un même terme.
- Les liens externes sont à placer uniquement dans une section « Liens externes », à la fin de l'article. Ces liens sont à choisir avec parcimonie suivant les règles définies. Si un lien sert de source à l'article, son insertion dans le texte est à faire par les notes de bas de page.
- La présentation des références doit suivre les conventions bibliographiques. Il est recommandé d'utiliser les modèles {{Ouvrage}}, {{Chapitre}}, {{Article}}, {{Lien web}} et/ou {{Bibliographie}}. Le mode d'édition visuel peut mettre en forme automatiquement les références.
- Insérer une infobox (cadre d'informations à droite) n'est pas obligatoire pour parachever la mise en page.

Pour une aide détaillée, merci de consulter Aide:Wikification.
Si vous pensez que ces points ont été résolus, vous pouvez retirer ce bandeau et améliorer la mise en forme d'un autre article.
Friedemann Bechmann (26 mai 1628 – 9 mars 1703) est un théologien luthérien allemand,.

## Biographie
Friedemann Bechmann est né à Elleben, une petite ville de la principauté de Schwarzburg-Sondershausen, au nord d'Erfurt. Son père, Andreas Bechmann, était un pasteur d'église originaire de Remda. Cependant, son père est décédé en 1633 et après la mort de sa mère, Anna Maria Glass, en 1637, il a été recueilli par le frère de sa mère, le médecin Balthasar Glass  et a grandi à Arnstadt. Plus tard, il a été pris en charge par un autre parent de sa mère, Salomo Glass, et a fait ses études au gymnase (école secondaire) de Gotha où ses professeurs comprenaient Andreas Reyher  et, entre 1647 et 1649, Georg Heß. 
En 1649, Bechmann est transféré à l'Université d'Iéna où il s'inscrit pour étudier la philosophie et la théologie. Le 5 août 1651, il obtient son magistère. Dans la faculté de philosophie, il a assisté à des conférences et des séances de tutorat présentées par Johann Zeisold (de) (1599-1667), Daniel Stahl (1589-1654), Paul Slevogt (1596-1655) et Johann Christfried Sagittarius (de)  (1617-1689). Dans la faculté de théologie, ceux qui l'ont enseigné comprenaient Johannes Musaeus (1613-1681), Christian Chemnitz (1615-1666) et Johann Ernst Gerhard l'aîné . 
Après la mort de Stahl en 1654, il obtint un poste permanent en tant qu'auxiliaire de philosopohie à l'université et le 16 janvier 1656, Bechmann reprit la chaire d'enseignement de Stahl, en tant que professeur de logique et de philosophie. En 1668, il devint également professeur de théologie, occupant le poste laissé vacant par la mort de Johann Ernst Gerhard, et reçut un doctorat honorifique en théologie. 
Il est nommé recteur (de) de l'université pour le trimestre d'été de 1665. Sa deuxième nomination comme recteur couvre le mandat d'hiver de 1671. Les recteurs d'Iéna étaient toujours nommés pour des mandats de six mois: entre 1665 et 1697, Friedemann Bechmann a été sept fois recteur de l'Université d'Iéna. 
Friedemann Bechmann est décédé à Iéna le 9 mars 1703.

## Familles
Friedemann Bechmann s'est marié deux fois. Il épousa d'abord, en 1659, Margarete Roth (1641-1665). Un fils est né de cette union : 
- Andreas Bechmann (1662-1720) qui est devenu un médecin réputé

Bechmann épousa en deuxièmes noces, en 1666, Regina Maria Frischmuth, fille de Johann Frischmuth, professeur universitaire d'études orientales. Par le biais de sa mère, elle était aussi la petite-fille du vieux tuteur de Bechmann, Paul Slevogt . On sait que cinq enfants sont nés de ce mariage: 
- Christina Maria Bechmann (qui est décédée avant son père). Elle a épousé le médecin Joachim Seeck;
- Johann Tobias Bechmann (qui est décédé avant son père);
- Anna Maria Bechmann qui a épousé l'évaluateur consistorial, Christian Hübner;
- Elisabeth Magdalena Bechmann;
- Heinrich Friedemann Bechmann.

## Ouvrages
On sait que de nombreuses contestations de Bechmann ont été produites dans le cadre de son travail d'enseignement. Celles-ci ont été ajoutées en tant que sections supplémentaires aux œuvres produites par ses étudiants. De ses œuvres indépendantes, la mention de mérite suivante: 
- Systema Physicum. Jena 1665, 1675
- Institutiones Logicae ex Aristotele eijusque optimis tum Graecis tum Latinis interpretibus concinnatae. Jena 1667, 1670, 1677, Leipzig & Gotha 1691 (8. Aufl.)
- De modo Solvendi Sophismata Tractatus Logicus. Jena 1667 (Online), Gera 1671
- Frommer Christen Heimfahrt oder Leich-Predigt, bei Beerdigung Herrn Joh. Andr. Bosii, P.P. Jena 1674
- In Augustanam Confessionem. Jena 1677
- Annotationes uberiores in Compendium Hutteri Theologiam polemicam. Jena 1690, 1692
- Theologiam polemicam, conscientiania. Frankfurt & Leipzig 1698, 1702
- Haeresiographia, in qua per singula secula ostenditur, quomodo Satanas Christum eiusque Ecclesiam per falsa dogmata oppugnauerit. Jena 1700
- Institutiones Theologicas, in quibus articuli fidei tractantur, usus practici eruuntur, casus dubii et difficiles enodantur et variae questiones soluuntur. Jena 1701, 1707
- Annotationes ad D. Jo. Olearii Tabulas Theologiae moralis. Jena 1702
- Gottseliges vergieß mein nicht, d. i. Christl. und erbauliche Betrachtung der letzten Dinge des Menschen. Jena 1701